# سورهایزوم
سورهیزوم (به هلندی: Surhuizum) یک منطقهٔ مسکونی در هلند است که در آخت‌کارسپیلن واقع شده‌است. سورهیزوم ۱٬۳۰۲ نفر جمعیت دارد.